# 波号第九潜水艦
|          |                                                            |
| 艦歴     |                                                            |
| 計画     | 明治44年度計画                                             |
| 起工     | 1918年3月28日                                              |
| 進水     | 1918年7月3日                                               |
| 竣工     | 1920年4月20日                                              |
| 除籍     | 1929年4月1日                                               |
| 性能諸元 |                                                            |
| 排水量   | 基準：480トン 常備：529トン 水中：737トン                  |
| 全長     | 58.6m                                                      |
| 全幅     | 5.18m                                                      |
| 吃水     | 3.25m                                                      |
| 機関     | シュナイダー石油機関2基2軸 水上：2,000馬力 水中：850馬力   |
| 速力     | 水上：16.5kt 水中：10kt                                    |
| 航続距離 | 水上：10ktで2,050海里 水中：4ktで60海里                    |
| 燃料     |                                                            |
| 乗員     | 竣工時定員39名                                             |
| 兵装     | 短5cm単装高角砲1基 45cm魚雷発射管 艦首2門、水上4門 魚雷8本 |
| 備考     | 安全潜航深度：40m                                          |

波号第九潜水艦（はごうだいきゅうせんすいかん）は、日本海軍の潜水艦。波九型潜水艦（S型）の3番艦。

## 艦歴
フランス海軍に売却した第十四潜水艇の代艦として建造が決定し1916年（大正5年）12月5日、第十四潜水艇（2代）と命名。1918年（大正7年）3月28日、呉海軍工廠で起工。同年7月3日進水。1919年（大正8年）4月1日、第十四潜水艦と改称し、1920年（大正9年）4月20日竣工。種別、潜水艦、三等潜水艦に類別。1923年（大正12年）6月15日、波号第九潜水艦に改称。1929年（昭和4年）4月1日に除籍。

## 歴代艦長
※艦長等は『日本海軍史』第9巻・第10巻の「将官履歴」及び『官報』に基づく。
艦長
- （心得）有本明 大尉：不詳 - 1920年4月30日[5]
- （心得）荻野仲一郎 大尉：1920年12月1日[6] - 1921年4月1日[7]
- 白根貞介 少佐:1921年4月1日[8] - 12月1日[9]
- 舛岡誠太郎 大尉：1921年12月1日[9] -
- 河野静雄 大尉：不詳 - 1923年2月16日[10]
- 佐藤勉 大尉：1923年2月16日[10] -
- 松野省三 少佐：不詳 - 1923年11月10日[11]
- （兼）石井順三 少佐：1923年12月1日[12] -